# داني أوبراين (سياسي)
داني أوبراين (بالإنجليزية: Danny O'Brien)‏ هو سياسي أسترالي، ولد في 2 أبريل 1974 في ترارالغون في أستراليا. حزبياً، نشط في الحزب الوطني الأسترالي - فيكتوريا ‏. في 2015 Gippsland South state by-election ‏، انتخب عضو الجمعية التشريعية فيكتوريا عن دائرة Electoral district of Gippsland South ‏ (14 مارس 2015 – ) وانتخب عضو المجلس التشريعي الفيكتوري عن دائرة Eastern Victoria Region ‏ (26 مارس 2014 – 2 فبراير 2015).